# Bataille de Tecualoya
Guerre d'indépendance du Mexique
La bataille de Tecualoya est une action militaire de la guerre d'indépendance du Mexique qui se tint entre les 17 et 20 janvier 1812 dans les ravins de Tecualoya, État de Mexico. Les insurgés, commandés par le général Hermenegildo Galeana (es), y furent défaits par les forces royalistes commandées par Rosendo Porlier y Asteguieta. C'est à Tecualoya que les insurgés perdirent l'artillerie qu'ils devaient récupérer à la bataille de Tenancingo et que mourut le général José María Oviedo, qui défendait la place avant que n'arrivent les renforts de Galeana avec 3 200 hommes.

## Sources
- Zárate, Julio (1880), «La Guerra de Independencia», de Vicente Riva Palacio, México a través de los siglos, volume 3, México: Ballescá y compañía.